# 南港展覽館站
25°03′19″N 121°37′05″E / 25.055317°N 121.617939°E

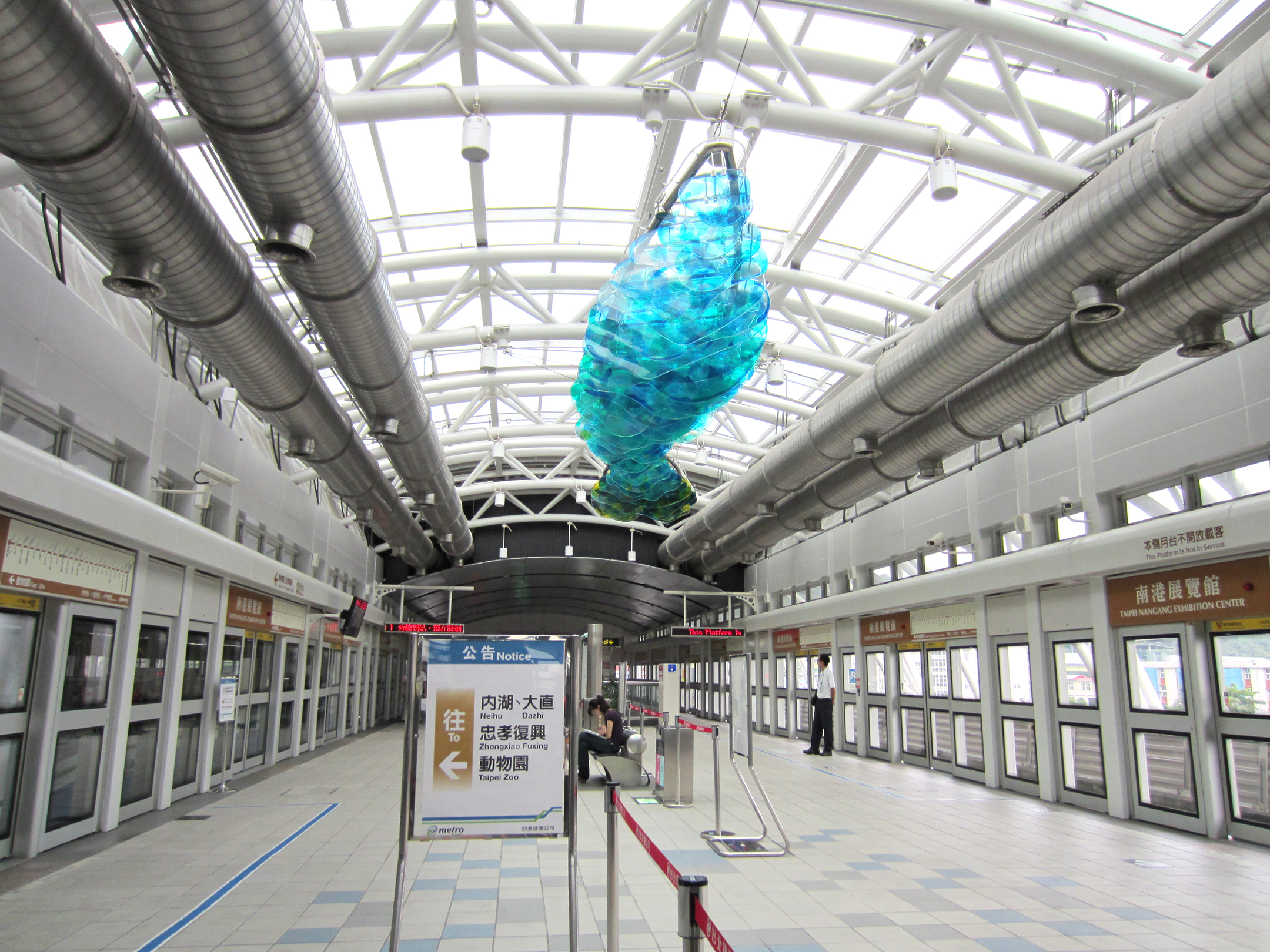
文湖線月台（2011年7月)

南港展覽館站位於臺灣臺北市南港區東端，距離新北市汐止區交界250公尺處，為臺北捷運文湖線與板南線交會的捷運車站（另一站為忠孝復興站），也是兩條路線的端點站。兩線均設有全高式月台門。另外，本站與西湖站為文湖線僅有的高架島式月台，其餘文湖線高架車站皆為側式月台。本站1號出口連接台北南港展覽館1館，地下一樓則連通台北南港展覽館2館，內湖機廠位於本站內湖線站體之東北側。

## 車站概要
車站位於南港路兩側，與研究院路、經貿二路的交叉口以及經貿一路口間，是目前台北捷運地理位置最東的車站與轉乘站，同時也是台北捷運系統雙路線端點車站之一。現今站名取自位於北邊的台北南港展覽館1館。車站編號方面，文湖線為BR24，板南線為BL23。

## 車站構造
本站為台北捷運路網東側的重要轉運站，本站於內湖線月台東端設有直達地下一樓的電扶梯以便利內湖線乘客前往南港線，然而僅有向下單向一座。高架與地下站體間以穿越南港路的地下通道連結。臺鐵及高鐵隧道與地下車站共構，但未設站。內湖線及南港線共設出入口8座。

### 車站樓層
| 地上 三樓 | 一月台                 | ← 文湖線 終點站 旅客下車月台（不開放上車）                                       |
| 地上 三樓 | 島式月台，左側開門     |                                                                                  |
| 地上 三樓 | 二月台                 | → 文湖線 往動物園方向（BR23 南港軟體園區站） →                                   |
| 地上 二樓 | 設施層                 | 空調機房設施空間                                                                 |
| 地面      | 出入口                 | 出口、大廳、詢問處、自動售票機、驗票閘門 洗手間（站體北側付費區内）              |
| 地下 一樓 | 連通層                 | 地下道（南港路下）連絡板南線、文湖線、出入口A 南港展覽館2館（出口1後方站體北側） |
| 地下 一樓 | 停車場                 | 地下停車場                                                                       |
| 地下 二樓 | 穿堂層                 | 車站大廳、詢問處、自動售票機、驗票閘門 洗手間（站體西側付費區外）                |
| 地下 三樓 | 一月台                 | → 板南線 往頂埔／亞東醫院方向（BL22 南港站） →                                   |
| 地下 三樓 | 島式月台，左／右側開門 |                                                                                  |
| 地下 三樓 | 二月台                 | → 板南線 往頂埔／亞東醫院方向（BL22 南港站） →                                   |

※南港展覽館站為文湖線終點站，因軌道設計上轉轍段在本站與內湖機廠的中間，故到站列車於一月台停靠後實施清車、不開放上車，隨即在本站以東調頭（或直接由內湖機廠調度列車）駛入二月台，開往動物園站。

### 車站出口

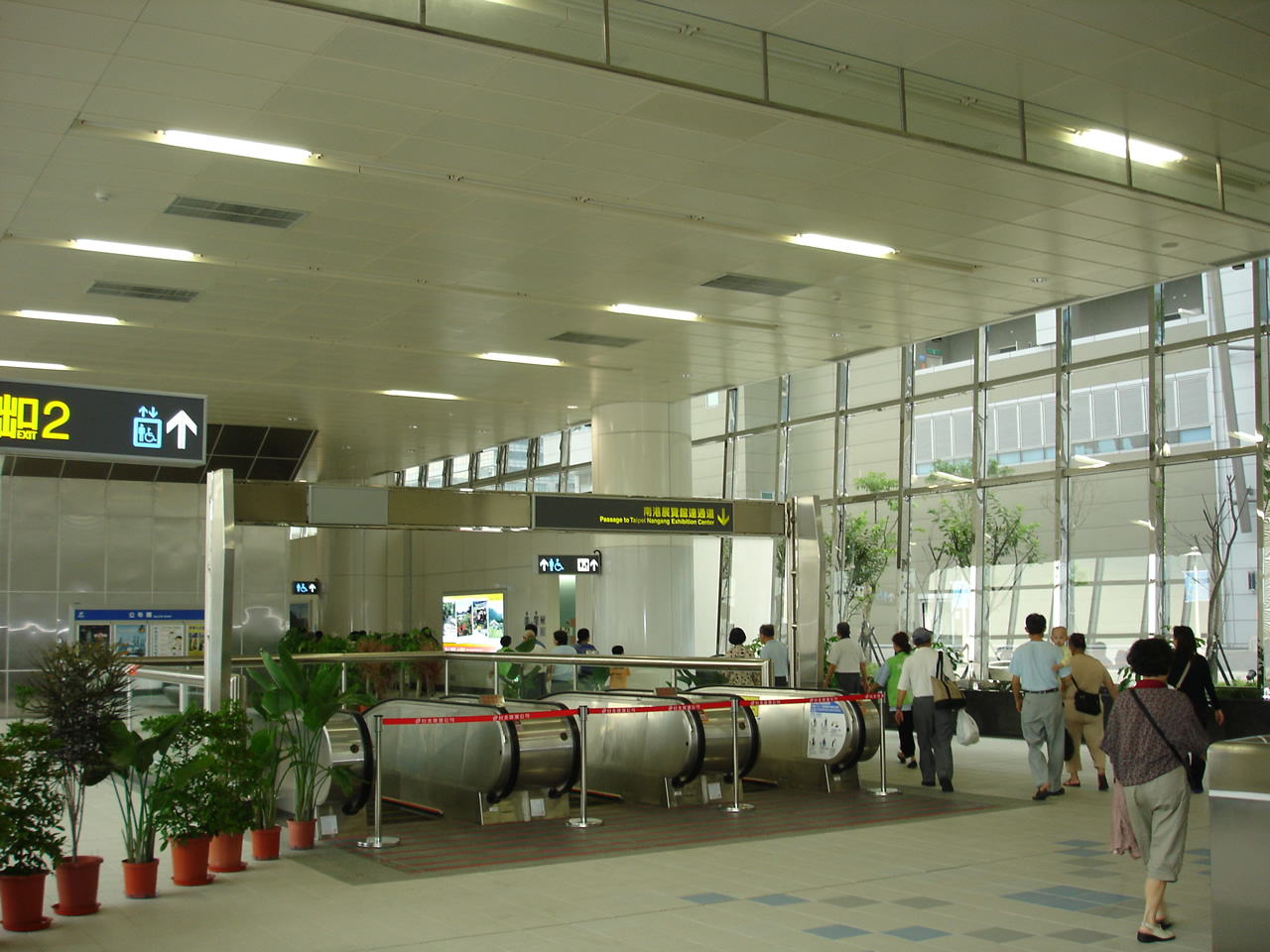
內湖線南港展覽館站內部（攝影於2009年6月29日）

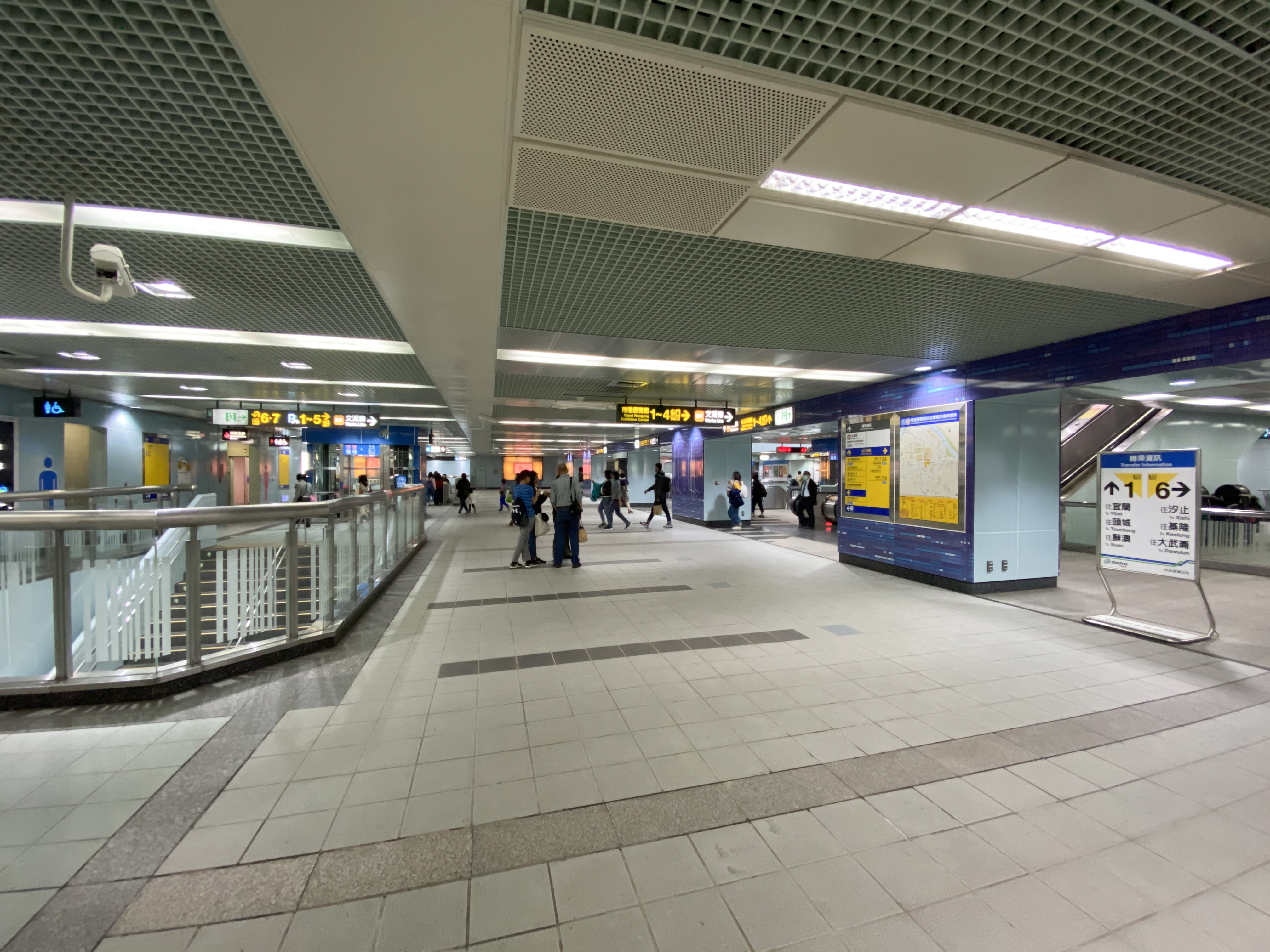
板南線大堂

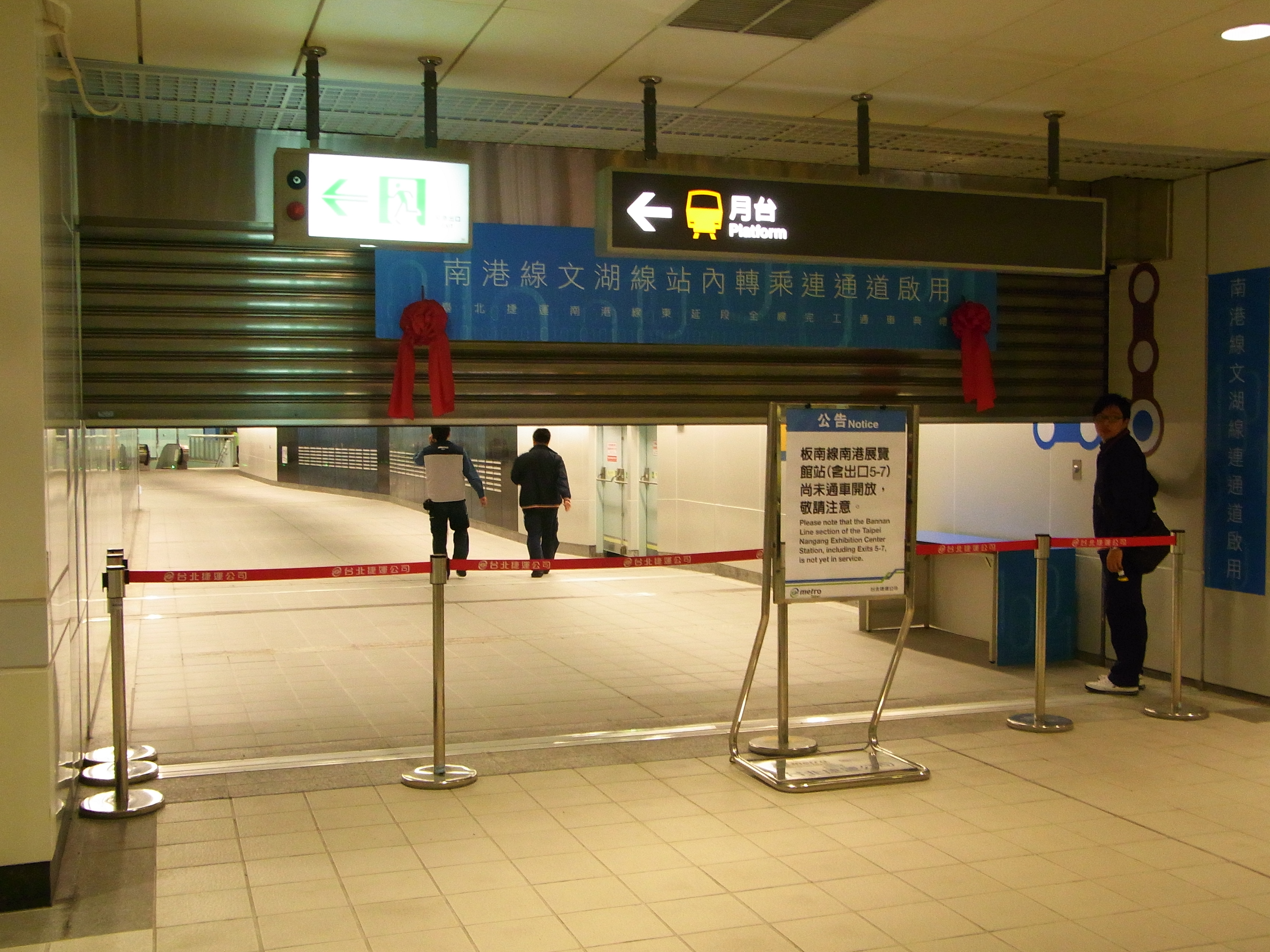
啟用前的內湖線－南港線轉乘通道（攝影於2011年2月25日）

出口1、2、2A設於棕線車站西端，出口3、4設於棕線車站東端，出口5、6設於藍線車站北側，出口7設於藍線車站南側，無障礙電梯設於出口1、2A、5。
| 出入口                                             | 圖片 | 位置                                                            |
| -------------------------------------------------- | ---- | --------------------------------------------------------------- |
| 文湖線南港展覽館站出入口(可透過付費區連通至板南線) |      |                                                                 |
| 出入口1 · 設有電梯 · 設有手扶梯                    |      | 南港展覽館1館（經貿二路東側，南港展覽館1館外）                  |
| 出入口2                                            |      | 南港展覽館2館（南港路北側，經貿二路口）                         |
| 出入口2A · 設有電梯                                |      | 南港展覽館2館（南港路北側，經貿二路口）                         |
| 出入口3                                            |      | 南港路一段（南港路北側，經貿一路口）                            |
| 出入口4                                            |      | 經貿一路（經貿一路西側）                                        |
| 板南線南港展覽館站出入口(可透過付費區連通至文湖線) |      |                                                                 |
| 出入口5 · 設有電梯 · 設有手扶梯                    |      | 研究院路一段 南汐公園內                                         |
| 出入口6 · 設有手扶梯                               |      | 南港路一段 南汐公園內（南港路南側，轉乘公車至汐止、七堵、基隆） |
| 出入口7 · 設有手扶梯                               |      | 誠正國中（富康街1巷16弄）                                       |
| 註： 設有電梯 \| 設有手扶梯                        |      |                                                                 |

## 歷史
- 本站於動工時原稱為經貿南站（英文名Nangang Business Park South），後改為今名。[4]
- 2009年2月22日：內湖線南港展覽館站實質完工。
- 2009年7月4日：隨著內湖線正式通車而啟用[5]（p. 331），並同時啟用南港線南港站至本站間免費接駁公車（由指南客運行駛），以期減低忠孝復興站的運量負擔。
- 2011年2月20日：南港線營業列車全面駛入本站南港線月台調頭，但仍會在南港站預先清車。
- 2011年2月27日：下午兩點南港線月台隨著南港線「南港展覽館—南港」段正式通車而啟用[5]（p. 332），並在下午三點停駛兩站之間免費接駁公車[2]。
- 2015年8月8日：即日起板南線南港展覽館站假日開放自行車進出，唯不得進入文湖線月台。

## 利用狀況
根據2024年12月資料，本站每日旅運量約為60,768，在台北捷運各站中排行第19名。
| 年   | 年間       | 年間       | 年間       | 年間  | 單日平均 | 單日平均 |
| 年   | 上車       | 下車       | 上下車計   | 來源  | 上車     | 上下車   |
| ---- | ---------- | ---------- | ---------- | ----- | -------- | -------- |
| 2009 | 615,178    | 563,619    | 1,178,797  | [ 6 ] | 3,399    | 6,513    |
| 2010 | 1,732,453  | 1,529,813  | 3,262,266  | [ 6 ] | 4,746    | 8,938    |
| 2011 | 5,580,245  | 5,181,827  | 10,762,072 | [ 6 ] | 15,288   | 29,485   |
| 2012 | 7,762,395  | 7,158,463  | 14,920,858 | [ 6 ] | 21,209   | 40,767   |
| 2013 | 9,008,315  | 8,431,828  | 17,440,143 | [ 6 ] | 24,680   | 47,781   |
| 2014 | 10,440,090 | 9,842,584  | 20,282,674 | [ 6 ] | 28,603   | 55,569   |
| 2015 | 10,300,903 | 9,748,108  | 20,049,011 | [ 6 ] | 28,222   | 54,929   |
| 2016 | 10,149,424 | 9,574,813  | 19,724,237 | [ 6 ] | 27,731   | 53,891   |
| 2017 | 10,104,874 | 9,452,385  | 19,557,259 | [ 6 ] | 27,685   | 53,582   |
| 2018 | 10,556,558 | 9,881,921  | 20,438,479 | [ 6 ] | 28,922   | 55,996   |
| 2019 | 11,056,907 | 10,363,377 | 21,420,284 | [ 6 ] | 30,293   | 58,686   |

## 公共藝術

懸掛於月台層中央天窗下方的公共藝術作品「空中之河」
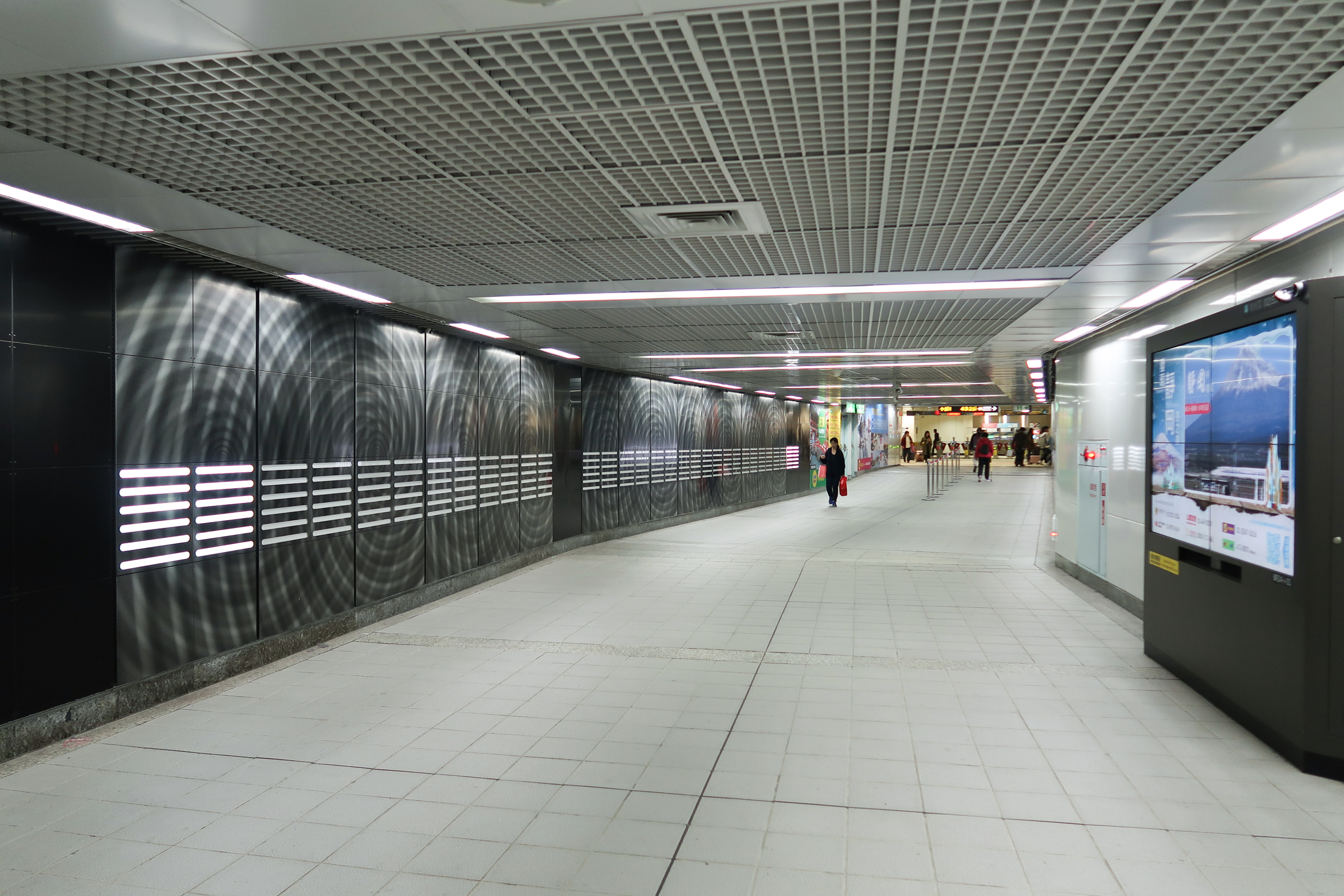
南港線轉乘通道的公共藝術品「快或慢」

本站設置有五件公共藝術：「空中之河」設置於月臺層中央天窗下；「光隙」位於西側廣場的三根圓柱；「掠影」設置於穿堂層入口大廳的外牆玻璃帷幕前方。文湖線與南港東延線連接的轉乘穿堂牆面設有「我們的私房公共藝術」，地下一層停車場往文湖線付費區的通道牆兩側設有「快或慢」。

## 車站周邊
- 台北南港展覽館1館
- 台北南港展覽館2館
- 南港軟體園區
- 中國信託金融園區
- 捷運內湖機廠
- 南汐公園
- 港仔口德安廟
- 中南街
- 南港區農會
- 誠正國中
- 南港富南宮
- 富康街
- 橫科路
- 力行橋
- 南港路一段
- 縣道109號（研究院路一段）
- 忠孝東路七段
- 市民大道八段
- 臺北市公共自行車租賃系統
  - 捷運南港展覽館站（4號出口）
  - 捷運南港展覽館站（5號出口）
  - 捷運南港展覽館站（6號出口）
  - 捷運南港展覽館站（7號出口）
  - 南港展覽館2館
- 台灣高速鐵路公司
- 南港凱撒大飯店
- 南港漢來大飯店
- LaLaport南港

## 公車資訊
站牌名為《捷運南港展覽館站（南港路）》、《捷運南港展覽館站（經貿二）》、《捷運南港展覽館站（經貿一路）》

### 市區公車
| 編號          | 經營業者             | 區間                         | 備註                                                                                     |
| ------------- | -------------------- | ---------------------------- | ---------------------------------------------------------------------------------------- |
| 589           | 新北客運             | 五堵－南港車站               | 屬於新北市路線、原F912 僅停靠 捷運南港展覽館站（南港路）站牌。                           |
| 605           | 中興巴士             | 汐止－台北車站               | 僅停靠 捷運南港展覽館站（南港路）站牌                                                    |
| 605副線       | 中興巴士             | 汐止－松山車站               | 僅停靠 捷運南港展覽館站（南港路）站牌                                                    |
| 605新台五線   | 中興巴士             | 汐止－台北車站               | 僅停靠 捷運南港展覽館站（南港路）站牌                                                    |
| 668           | 中興巴士             | 汐止－公館                   | 僅停靠 捷運南港展覽館站（南港路）站牌                                                    |
| 675           | 中興巴士             | 汐止－公館                   | 行經環東大道、南京東路。 停靠 捷運南港展覽館站（南港路）、捷運南港展覽館站（經貿二）站牌 |
| 678           | 新北客運             | 汐止－捷運市政府站           | 屬於新北市區公車。 例假日停駛。 僅停靠 捷運南港展覽館站（南港路）站牌                    |
| 817           | 新北客運             | 汐止－五分埔                 | 屬於新北市區公車。 僅停靠 捷運南港展覽館站（南港路）站牌                                 |
| 823           | 台北客運、大都會客運 | 舊莊－汐止                   | 屬於新北市區公車。 停靠 捷運南港展覽館站（南港路）、捷運南港展覽館站（經貿一路）站牌     |
| 919           | 新北客運             | 五堵－捷運忠孝復興站         | 屬於新北市區公車。 停靠 捷運南港展覽館站（南港路）、捷運南港展覽館站（經貿二）站牌       |
| 951           | 中興巴士、指南客運   | 汐止－新店                   | 屬於新北市區公車。 停靠 捷運南港展覽館站（南港路）、捷運南港展覽館站（經貿二）站牌       |
| 棕19          | 東南客運             | 捷運大湖公園站－捷運昆陽站   | 僅停靠 捷運南港展覽館站（經貿二）站牌                                                    |
| 藍15          | 中興巴士             | 汐止－捷運昆陽站             | 屬於新北市區公車。 僅停靠 捷運南港展覽館站（南港路）站牌                                 |
| 藍21          | 光華巴士             | 社后福德路－南港車站         | 屬於新北市區公車。 僅停靠 捷運南港展覽館站（南港路）站牌                                 |
| 藍21副線      | 光華巴士             | 汐止社后－南港車站           | 屬於新北市區公車。 僅停靠 捷運南港展覽館站（南港路）站牌                                 |
| 藍22          | 新北客運             | 汐止－南港國宅               | 屬於新北市區公車。 僅停靠 捷運南港展覽館站（南港路）站牌                                 |
| 藍23          | 光華巴士             | 汐止社后－捷運昆陽站         | 屬於新北市區公車。 僅停靠 捷運南港展覽館站（南港路）站牌                                 |
| 藍39          | 光華巴士             | 汐止社后－南港車站           | 屬於新北市區公車。 僅停靠 捷運南港展覽館站（南港路）站牌                                 |
| 藍51          | 東南客運             | 捷運昆陽站－安泰里           | 僅停靠 捷運南港展覽館站（經貿二）站牌                                                    |
| 內科通勤專車7 | 新北客運             | 汐止－內湖科技園區           | 僅停靠 捷運南港展覽館站（南港路）站牌                                                    |
| 市民小巴15    | 大南汽車             | 捷運昆陽站－捷運南港展覽館站 | 僅停靠 捷運南港展覽館站（經貿二）站牌                                                    |
| 1032          | 基隆客運             | 基隆－南港                   | 屬於公路客運。 僅停靠 捷運南港展覽館站（南港路）站牌                                     |
| 跳蛙公車      | 淡水客運             | 淡水－南港車站               | 不經內湖科技園區、僅停靠 捷運南港展覽館站（經貿二）站牌                                  |
| 跳蛙公車      | 中興巴士             | 新店－汐止                   | 停靠 捷運南港展覽館站（經貿二）、捷運南港展覽館站（南港路）站牌                          |

### 國道客運
| 經營業者 | 路線編號 | 營運路線 | 備註       |
| -------- | -------- | --- | ---------- |
| 國光客運 | 1843     | 南港轉運站－捷運南港展覽館（經貿二）－內湖行政中心－瑞光路－桃園國際機場（T1 & T2）                          | 經內湖     |
| 國光客運 | 1877     | 圓山－中山高－潭美國小（成功）－南港車站－捷運南港展覽館－環東大道－北二高－北宜高－頭城－烏石港             | 頭城直達車 |
| 國光客運 | 1878     | 圓山－中山高－潭美國小（成功）－南港車站－捷運南港展覽館－環東大道－北二高－北宜高－壯圍站－宜蘭             | 宜蘭直達車 |
| 國光客運 | 1879     | 圓山－中山高－潭美國小（成功）－南港車站－捷運南港展覽館－環東大道－北二高－北宜高－羅東－冬山－蘇澳－南方澳 | 蘇澳全程車 |
| 國光客運 | 1879A    | 圓山－中山高－潭美國小（成功）－南港車站－捷運南港展覽館－環東大道－北二高－北宜高－羅東                     | 羅東直達車 |
| 泰樂客運 | 9026     | 基隆大武崙－－橋郡社區（基隆長庚紀念醫院）－－汐止－新台五路－捷運南港展覽館                                 |            |
| 泰樂客運 | 9026A    | 基隆大武崙－－橋郡社區（基隆長庚紀念醫院）－－汐止－新台五路－捷運南港展覽館－南港轉運站                     |            |
| 泰樂客運 | 9026B    | 基隆大武崙－汐止－新台五路－捷運南港展覽館－南港轉運站                                                       |            |
| 泰樂客運 | 9026C    | 基隆忠聯倉儲－－橋郡社區（基隆長庚紀念醫院）－－汐止－新台五路－捷運南港展覽館－南港轉運站                   |            |

## 腳註

### 來源資料
1. ↑   (新闻稿). 台北捷運. 2016-04-11  [2016-04-11]. （原始内容存档于2016-04-11） （中文（臺灣））.
2. 1 2  . 聯合晚報. 2011年2月24日.[永久]
3. 1 2  . 臺北大眾捷運股份有限公司. 2021-01-15.
4. ↑  《捷運報導》第202期 （页面存档备份，存于） .臺北市政府捷運工程局 .2004年12月
5. 1 2  徐榮崇. . 臺北市文獻委員會. 2015年12月  [2020-01-04]. ISBN 9789860469875. （原始内容存档于2020-12-07）.
6. ↑  臺北捷運公司. . 2019-02-26  [2019-08-10]. （原始内容存档于2020-11-28）. 臺北市統計資料庫查詢系統
7. ↑  . 臺北市政府捷運工程局.   [2023-11-27]. （原始内容存档于2023-11-27）.
8. ↑  . 臺北市政府捷運工程局.   [2023-11-27]. （原始内容存档于2023-11-27）.

## 外部連結
- 臺北大眾捷運股份有限公司（页面存档备份，存于）
- 臺北市政府捷運工程局（页面存档备份，存于）
- 南港展覽館站位置圖（台北捷運公司）（页面存档备份，存于）
- 南港展覽館站車站剖面相關位置圖（台北捷運公司）（页面存档备份，存于）
- 販賣店現況 （页面存档备份，存于）